# Hüttengärtner
Der Hüttengärtner (Amblyornis inornata) ist eine Art aus der Familie der Laubenvögel (Ptilonorhynchidae) und ist ein Vertreter der Avifauna Neuguineas. Im Vergleich zu den in Australien vorkommenden Chlamydera-Arten oder dem Seidenlaubenvogel ist diese Art auf Grund des schlechter zugänglichen Verbreitungsgebiets vergleichsweise schlecht erforscht.
Der Hüttengärtner ist mit einer Körperlänge von bis zu 25 Zentimeter einer der kleineren Vertreter in der Familie der Laubenvögel und entspricht etwa der Größe einer Drossel. Er zählt zu den Arten zu deren Balzverhalten der Bau einer Laube durch das Männchen gehört. Anders als bei vielen Laubenvögeln besteht kein auffälliger Geschlechtsdimorphismus. Es werden bislang keine Unterarten für diese Art unterschieden, möglicherweise stellen die Populationen im Südwesten Neuguineas mit ihrem etwas abweichenden Laubenbau jedoch eine Unterart dar.
Hüttengärtner sind sehr langlebig und brauchen mehrere Jahre, bis sie ihre Geschlechtsreife erreicht haben. Auf Grund der Intelligenzleistung, die sie beim Bau ihrer Lauben zeigen, werden sie zu den intelligentesten unter den Vögeln gezählt. Ihre Bestandssituation wird laut IUCN als ungefährdet (least concern) eingestuft. Sie sind in ihrem Verbreitungsgebiet häufig, jedoch oft nur anhand ihrer Rufe auszumachen.

## Merkmale

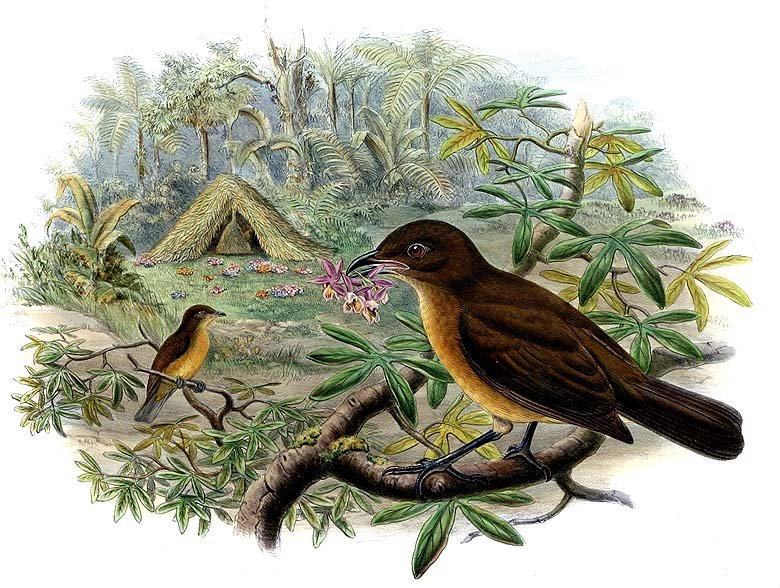
Hüttengärtner mit Laube im Hintergrund, Illustration

### Erscheinungsbild
Hüttengärtner erreichen eine Körperlänge von bis zu 25 Zentimeter, wovon 8,5 bis 10,4 Zentimeter auf den Schwanz entfallen. Der Schnabel misst zwischen 2,7 und 3,3 Zentimeter. Ausgewachsene Hüttengärtner wiegen zwischen 105 und 155 Gramm.
Der Scheitel ist dunkel kastanienbraun, die Kopfseiten sind blass olivfarben. Am Kinn haben die Federn graue bis graubraune Federsäume, wodurch diese Körperpartie leicht geschuppt wirkt. Die Körperoberseite ist dunkel olivfarben bis zimtbraun. Die Körperunterseite ist isabellfarben bis blass zimtfarben. Die Körperseiten sind etwas dunkler. Die Unterschwanzdecken sind isabellfarben. Die Steuerfedern sind olivfarben mit weißen Federschäften. Während der Fortpflanzungszeit sind die Beine der Männchen tiefblau. Bei noch nicht geschlechtsreifen Männchen sowie den Weibchen ist dieser Blauton etwas weniger ausgeprägt. Der Schnabel ist schwärzlich mit einer bläulichen Schnabelbasis. Die Iris ist dunkelbraun.
Anders als anderen Arten der Gattung Amblyornis haben die Männchen der Hüttengärtner keine auffällige, sich vom übrigen Gefieder abhebende farbige Kopfhaube. Die Jungvögel des Hüttengärtners sind anhand ihres Gefieders nicht von adulten Hüttengärtnern zu unterscheiden.

### Rufe und Laute

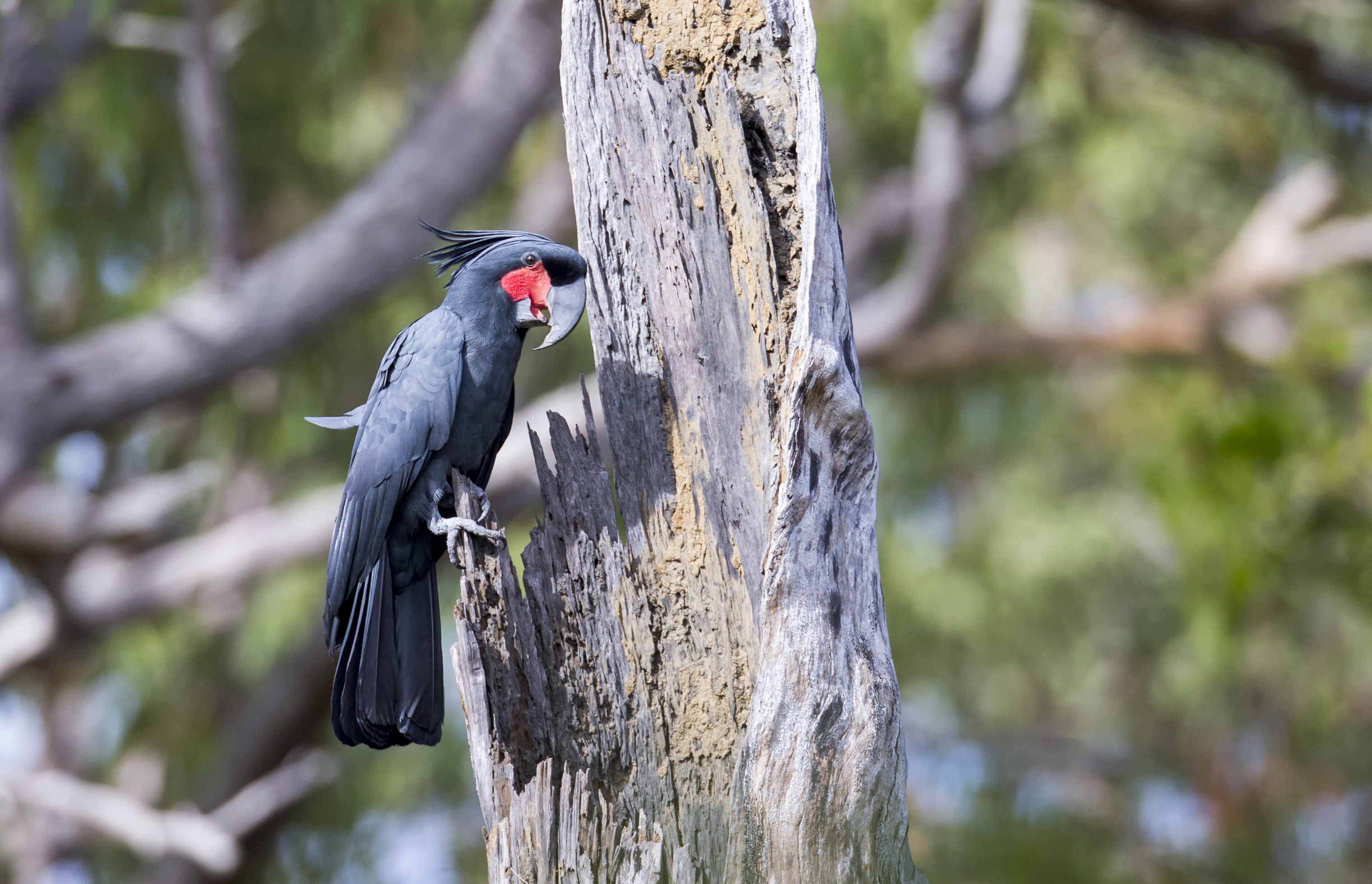
Hüttengärtner ahmen unter anderem die Rufe des Palmkakadus nach.

Der Hüttengärtner hat ein breites Rufrepertoire, dazu gehören Pfeiftöne, Glucks- und scharfe Klicklaute, kah kah-Rufe oder mehrfach hintereinander wiederholte keu keu keu keu-Serien und Töne, die auf den Menschen keuchend wirken oder an Ausspucken erinnern. Hüttengärtner, die im Arfakgebirge über drei Wochen intensiver beobachtet wurden, riefen bevorzugt in den frühen Morgen- und späten Abendstunden.
Wie für eine Mehrzahl der Laubenvögel typisch imitiert der Hüttengärtner sowohl andere Vogelstimmen als auch Umgebungslaute. Zu den am häufigsten imitierten Vogelstimmen gehören die des Arfak-Strahlenparadiesvogels (Parotia sefilata) und des Graubauch-Fächerschwanzes (Rhipidura albolimbata). Andere identifizierte Arten, die der Hüttengärtner nachahmt, sind der Schieferdickichtschnäpper (Peneothello cyanus) und der Wald-Dickkopf (Colluricincla megarhyncha). Der Hüttengärtner ahmt außerdem die Laute des Palmkakadus nach, obwohl diese beiden Arten sich in ihrer Höhenverbreitung kaum überlappen.
Zu den Umgebungslauten, die der Hüttengärtner aufgreift, zählen das Hacken von Holz, bellende Hunde, das Geräusch von im Wind flatternden Zeltwänden und Generatoren.

## Verbreitungsgebiet und Lebensraum

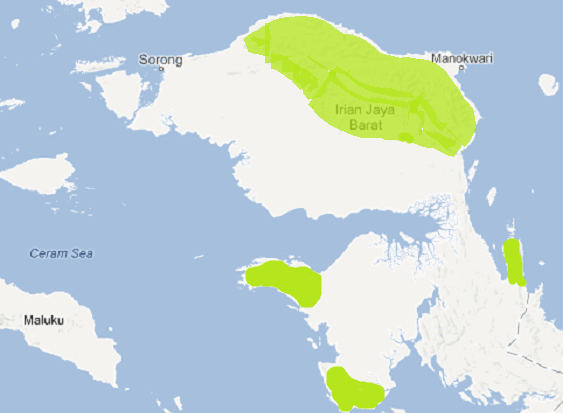
Verbreitungsgebiet des Hüttengärtners

Der Hüttengärtner kommt im Westen Neuguineas vor. Obwohl sein englischer Trivialname Vogelkop Bowerbird lautet, ist sein Verbreitungsgebiet nicht auf den Vogelkop, eine Halbinsel im äußersten Nordwesten Neuguineas begrenzt. Das Verbreitungsgebiet ist disjunkt, es werden mindestens vier, nicht aneinander grenzende Regionen im Westen Neuguineas besiedelt.
Auf dem Vogelkop besiedelt der Hüttengärtner das Tamrau-Gebirge im Nordwesten sowie das durch das Kebartal getrennte Arfakgebirge im Nordosten. Im Arfakgebirge kommt der Hüttengärtner in Höhenlagen zwischen 1200 und 2000 Metern vor, im Tamrau-Gebirge dagegen zwischen 1460 und 1830 Höhenmetern. Weiter nordöstlich von der Vogelkop-Halbinsel kommen sie im Gebirge Wondiwoi auf der Wandammenhalbinsel (Höhenverbreitung 1160 bis 2075 Meter) vor.
Zwei weitere Verbreitungsgebiet liegen im Südwesten Neuguineas. Hüttengärtner besiedeln Gebirge im Regierungsbezirk Fakfak, wo sie zwischen 1000 und 1300 Höhenmetern vorkommt und das Kumawa-Gebirge. Auffallend an diesen Populationen ist, dass sie äußerlich nicht von den Populationen weiter im Norden und Nordwesten zu unterscheiden sind. Die Form ihrer Laube unterscheidet sich jedoch von diesen Populationen und gleicht mehr der Laube des Goldhaubengärtners. Noch ist nicht geklärt, ob dieser abweichende Laubenbau für alle Hüttengärtner im Südwesten Neuguineas zutrifft und welche Variationsbreite an Bauen bei den im Nordwesten vorkommenden Populationen typisch ist. Eventuell stellen die südwestlichen Populationen des Hüttengärtners jedoch eine eigene Unterart dar.
Der Lebensraum des Hüttengärtners sind tropische Regenwälder mit Baumkronen in Höhen von 25 bis 30 Metern über dem Erdboden.

## Nahrung
Die Ernährungsgewohnheiten und das Nahrungsspektrum des Hüttengärtners sind bislang nur rudimentär untersucht. Die Funde von zahlreichen Samen unter den Ansitzwarten in der Nähe ihrer Lauben weist darauf hin, dass sich Hüttengärtner überwiegend von Früchten und Beeren ernähren. Hüttengärtner wurden außerdem dabei beobachtet, wie sie Früchte mit einem Durchmesser von einem bis 2,5 Zentimeter fraßen. Sie fressen außerdem Insekten: Ein Hüttengärtner wurde dabei beobachtet, wie er im Flug ein Insekt fing und sie fressen außerdem die Fliegen, die durch verrottende Pilze angezogen werden.

## Lebenserwartung
Die Lebenserwartung der Hüttengärtner oder ihre Mortalitätsrate ist bislang nicht untersucht.

## Sozialverhalten
Adulte Hüttengärtner leben als Einzelgänger und finden sich nur zur Paarung zusammen, wobei die Männchen fast das ganze Jahr mit ihrer Laube beschäftigt sind. Die männlichen, jungen Hüttengärtner bleiben, nachdem sie flügge sind, eine gewisse Zeit in der Nähe der adulten Männchen und schauen sich dabei das Handwerk zum Laubenbau ab.

## Fortpflanzung
Die Männchen des Hüttengärtners sind polygyn, das heißt, sie paaren sich mit mehreren Weibchen. Das Weibchen baut alleine das Nest, bebrütet alleine das Gelegen und zieht allein die Jungvögel auf. Die Männchen werben um die Weibchen mit dem Bau von Lauben, die wie beim Säulengärtner und den anderen Amblyornis-Arten zum Typus „Maibaum“ gehören. Während die Lauben von Goldhauben- und Gelbscheitelgärtner vergleichsweise einfache Konstruktionen sind, baut der Säulengärtner eine vergleichsweise elaborierte Laube des Maibaumtyps. Der Hüttengärtner gilt gemeinsam mit dem Rothaubengärtner als die Art, bei der zumindest die nordwestliche Population die komplexeste Laube dieses Typus baut. Wie bei anderen Laubenvogelarten wird diese Laube mit Dekorationsobjekten geschmückt.
Es gibt keine Angaben darüber, wie lange ein adulter Hüttengärtner benötigt, um eine Laube zu bauen und ob er diese über mehrere Jahre besetzt. Indizien weisen allerdings darauf hin, dass Männchen über mehrere Jahre eine Laube verteidigen. Noch nicht geklärt ist, ob jüngere Männchen bestehende Lauben übernehmen, wenn der Laubeninhaber verstirbt.
Bei einer Population im Arfakgebirge, die über drei Wochen beobachtet wurde, verbrachten die Männchen etwa 50 Prozent der Tageszeit in unmittelbarer Nähe. Einen geringen Teil der Zeit verbrachten sie damit, in der Nähe ihrer Laube zu singen. Während dem weitaus größten Teil ihrer Anwesenheit an der Laube waren sie damit beschäftigt, die Dekorationsobjekte ihrer Laube neu zu arrangieren, neues Material zum Laubenbau oder zu deren Schmuck herbeizuschaffen oder die Laube zu reparieren.

### Laubenbau der südwestlichen Populationen

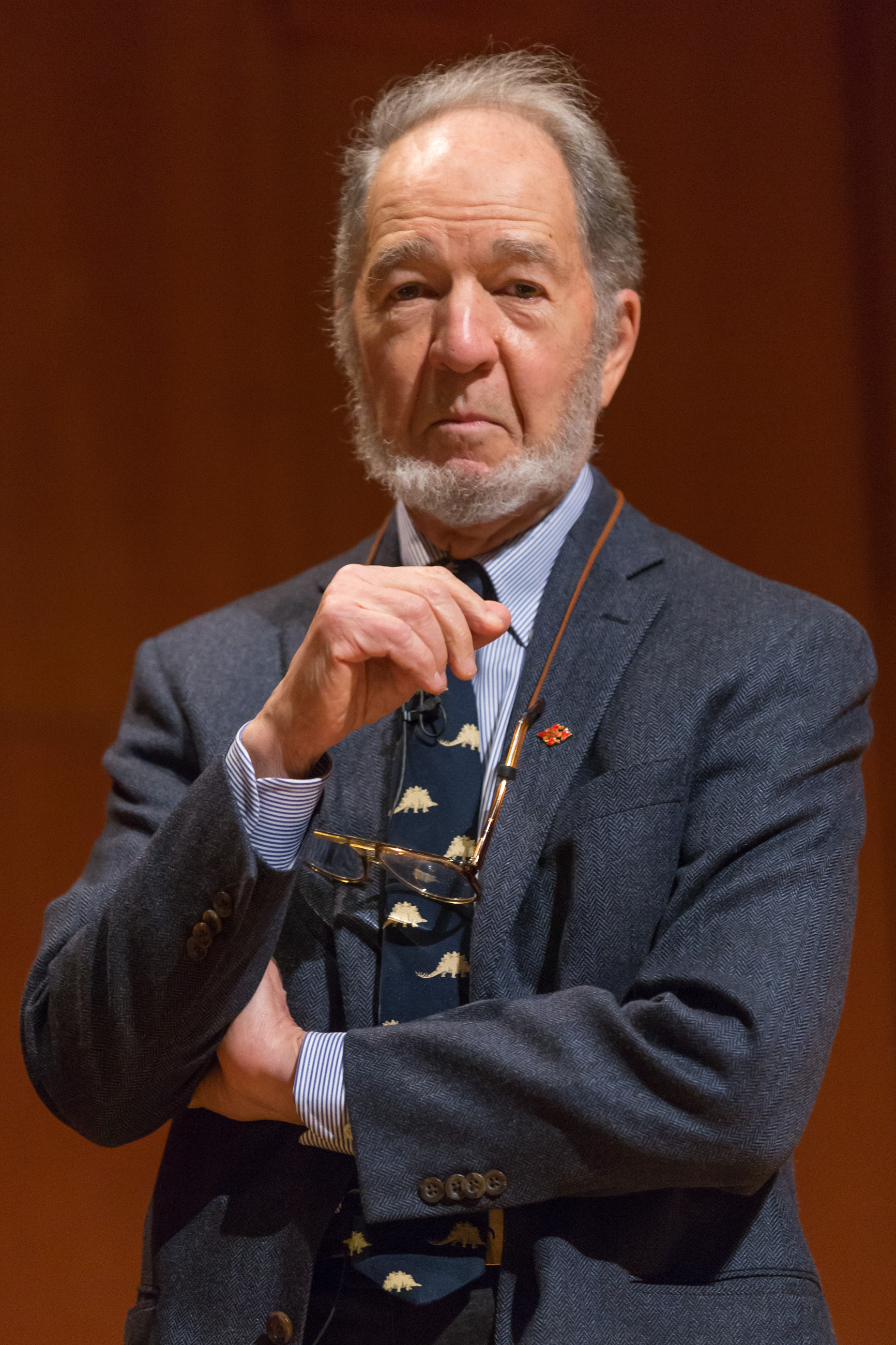
Jared Diamond (2016), Evolutionsbiologe, der in den 1980er Jahren in Neuguinea unter anderem Hüttengärtner näher untersuchte

Jared Diamond entdeckte während seinen Expeditionen auf Neuguinea in den 1980er Jahren, dass die Populationen im Kumawa-Gebirge lediglich aus einem einzelnen zentralen Maibaum bestehen und damit deutlich von denen der nordwestlichen Populationen abweichen, die über einem niedrigen Maibaum ein hüttenähnliches Dach bauen.
Der Baumstamm, an dem der Maibaum errichtet wird, ist typischerweise drei bis 6 Meter hoch und hat einen Durchmesser von einem bis drei Zentimeter. Er ist typischerweise bis in eine Baumstammhöhe von 1,5 bis vier Meter ohne jegliche Blätter. Der Maibaum der an diesem Baumstamm errichtet wird, steht auf einer Plattform aus vertrocknetem, braunen Moos und hat eine Höhe von durchschnittlich zwei Meter. Der Maibaum misst an seinem unteren Ende normalerweise 50 Zentimeter im Durchmesser und an seinem oberen Ende 25 Zentimeter.
Die im Maibaum verbauten Ästchen und Stängel haben eine Länge zwischen 20 und 90 Zentimeter. Befestigt sind die hunderten von Ästchen oder Stängel nach Meinung von Jared Diamond mit einem weißlichen Klebstoff, dessen Ursprung nicht bekannt sind. Davon abweichend sind Clifford und Dawn Frith der Ansicht, dass es sich nicht um einen vom Männchen angebrachten Klebstoff handelt, sondern dass es sich bei der weißlichen Masse um Pilze handelt, die in dem feuchten tropischen Klima sich schnell ansiedeln. Nach ihren Studien an anderen Arten der Gattung Amblyornis legt das Männchen die Ästchen jeweils oben auf und fügt sie mit leicht schüttelnden Kopfbewegungen zwischen den anderen Ästchen ein.
Die Moosplattform ist nahezu perfekt kreisförmig um diesen Maibaum gebaut und hat in der Mitte eine Höhe von neun bis 15 Zentimeter. Jared Diamond schätzte allein das Gewicht des so verbauten Mooses auf mehrere Kilogramm. Die vertrocknet braune Moosplattform ist glänzend schwarz bemalt. Als Farbstoff nutzt das Männchen nach Ansicht von Jared Diamond seinen eigenen Kot. Er hatte bei den von ihm eingefangenen Vögeln festgestellt, dass der Kot des Hüttengärtners vergleichsweise flüssig, von öliger Konsistenz und schwarzer Farbe ist. Die Farbe ist im Lebensraum dieser Hüttengärtner ansonsten nicht anzutreffen. Nach Ansicht von Clifford und Dawn Frith entsteht die schwarze Farbe durch eine Mischung von Speichel und Kohlestückchen. Sie argumentieren, dass das Männchen zum Koten in der Regel die Laube verlässt und eine präferierte Ansitzwarte unweit der Laube aufsucht.
Jared Diamond hielt als weiteren Unterschied zwischen den beiden Populationen fest, dass die Männchen der südwestlichen Population sich als ausgesprochen scheu erwiesen und auch in diesem Verhalten sich deutlich von den sehr zutraulichen Populationen auf der Wandammenhalbinsel unterschied. Dieses Verhalten ist umso auffälliger, als sicher davon ausgegangen werden kann, dass die Männchen in dieser abgelegenen Region Neuguineas noch nie Menschen begegnet waren.

### Laubenbau der nordwestlichen Populationen

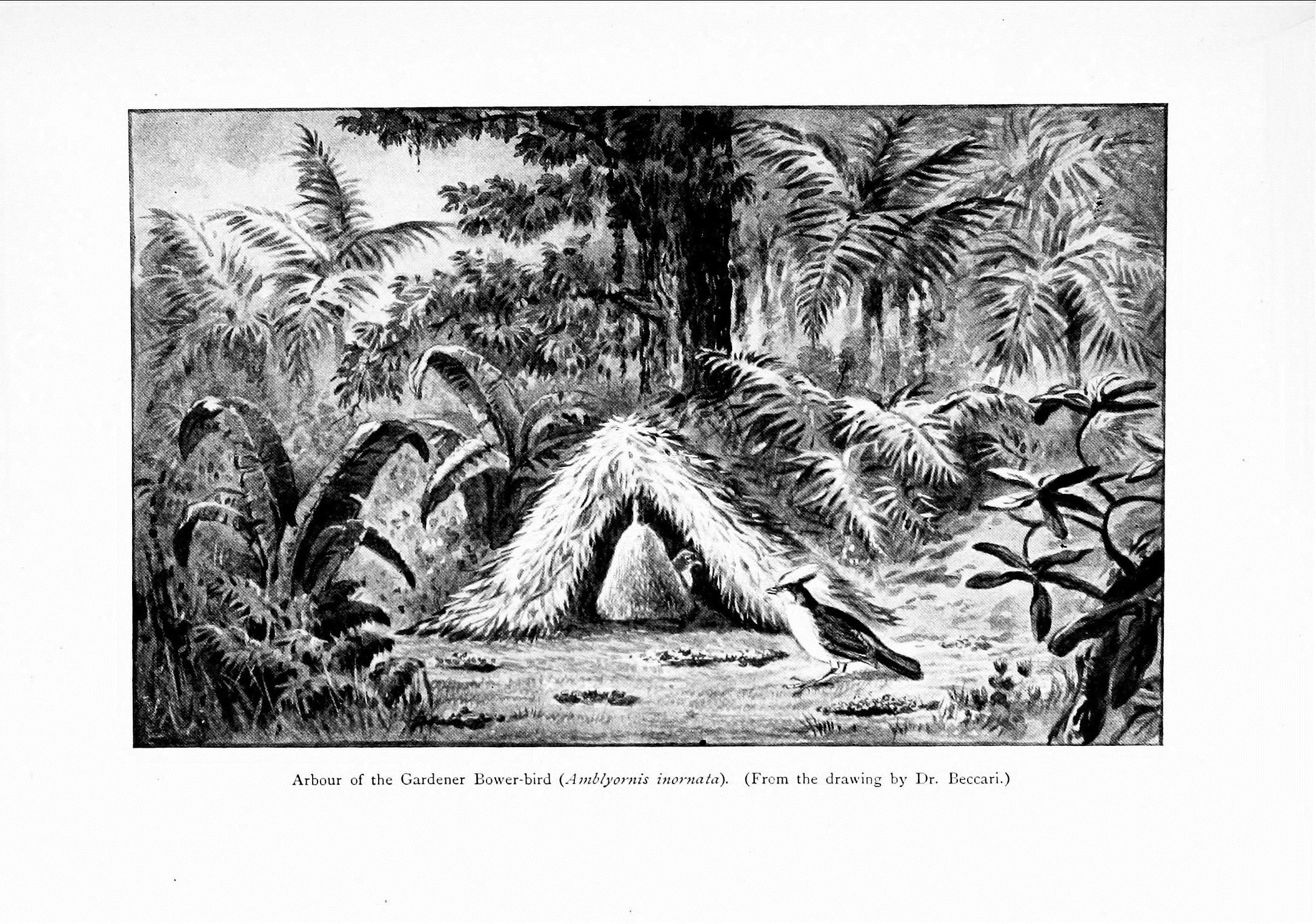
Darstellung einer Laube des Hüttengärtners aus dem Jahre 1921

Die Lauben der nordwestlichen Populationen folgen dem Prinzip eines zentralen Maibaumes, der zwischen Baumsprösslingen erbaut wird. Der Maibaum ist jedoch überdacht von einem hüttenartigen Dach mit Öffnung zu einer großen zentralen Tenne. Im Arfakgebirge maßen diese Eingänge zwischen 18 und 38 Zentimeter und waren zwischen 20 und 28 Zentimeter hoch. Einige wenige Lauben, die im Arrak-Gebirge gefunden wurden, hatten außerdem einen zweiten, kleineren Eingang im Laubendach. Das zentrale Element ist häufig 60 bis 90 cm hoch und die Bodenfläche misst bis zu 1,5 m im Durchmesser. Eine besonders große Laube im Tamrau-Gebirge wurde von zwei Baumsprösslingen gestützt und deckte eine Grundfläche von 3 mal 2 Metern ab. Die Höhe betrug 1,5 Meter.
Verbaut werden überwiegend Stängel epiphytischer Orchideen. Man hat aber auch schon einzelne Lauben gefunden, die vollständig aus Bärlappfarnen errichtet wurden, was der Laube ein sehr untypisches Erscheinungsbild gibt. Der Innenraum sowie der Vorhof sind fein gesäubert und mit vom Hüttengärtner herbeigebrachtem Moos bedeckt. Die Plattform des Maibaums ist grünes Moos und nicht vertrocknetes, braunes wie bei der südwestlichen Population. Die Moosplattform hat typischerweise einen Durchmesser von 20 bis 23 Zentimeter und ist 15 Zentimeter hoch. Eine Bemalung des Mooses wie bei der südwestlichen Population typisch, fehlt. Beim Maibaum fehlte auch der Klebstoff, der die Kästchen zusammenhielt.

### Schmücken der Laube
Schmücken und auch Bemalen der Laube findet sich bei vielen Arten der Laubenvögel, der Hüttengärtner weist daher ein für diese Familie typisches Verhalten auf. Sie sammeln Blumen, Federn, Früchte, Insektenflügel, Harz, Beeren und Pilze, um mit diesen ihre Laube zu schmücken. Es handelt sich bei den meisten verwendeten Schmuckobjekten um Dinge, die in dem Lebensraum des Hüttengärtners häufig sind. Von Menschen hergestellte Objekte, die an den Lauben von beispielsweise Tropfenlaubenvogel oder Graulaubenvogel finden, sind bei den in sehr abgelegenen Bergregionen Neuguineas vorkommenden Hüttengärtnern selten. Allerdings war eine Sardinenbüchse bei einer Laube über mindestens sieben Jahre ein zentrales Dekorationsobjekt, dass auf der Moosplattform platziert war. Bei einer anderen Laube fand man eine größere Anzahl leerer Munitionshülsen. Die Männchen dekorieren ihre Laube immer wieder um. Sie fliegen nach solchen Aktionen auf Ansitzwarten in unmittelbarer Nähe der Laube und begutachten von dort aus den Effekt, der durch die Umdekoration erzielt wurde, kehren dann zur Laube zurück, um diese entweder erneut neu zu platzieren oder sie an Ort und Stelle zu belassen.
Ähnlich wie bei dem Bau der Laube gibt es auch beim Schmücken der Laube Unterschiede bei den zwei unterschiedlichen nord- und südwestlichen Populationen. Beiden Populationen ist jedoch zu eigen, dass sie ihre Lauben häufig umdekorieren.

#### Laubenschmuck bei den nordwestlichen Populationen

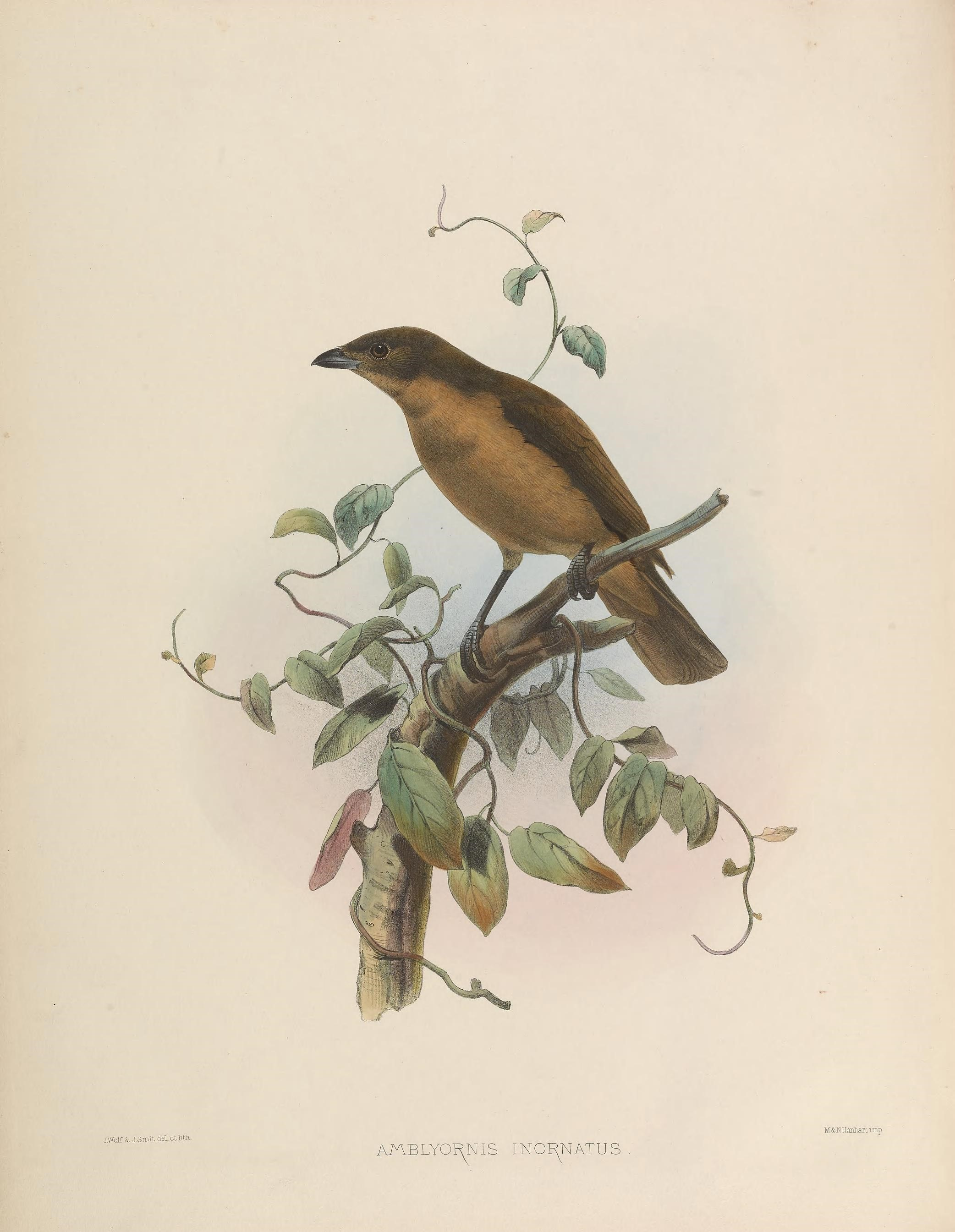
Darstellung eines Hüttengärtners aus dem Jahre 1873

Die südwestliche Population, die nur einen Maibaum baut, lehnt häufig die großen Blätter von Schraubenbäume gegen das untere Ende des Maibaums. Die Blätter maßen zwischen 20 und 150 Zentimeter und wogen zwischen 15 und 60 Gramm, was bei einem Vogel, der zwischen 105 und 155 Gramm wiegt und diese Blätter zur Hütte getragen oder gezerrt hatte, ein beträchtliches Gewicht darstellt. Außerhalb der Moosplattform finden sich zahlreiche Schmuckobjekte, die sorgfältig sortiert sind und in separaten Häufchen getrennt sind. Es handelt sich dabei normalerweise um mehrere hundert Schneckenhäuschen sowie braune Eicheln, eine kleine Anzahl schwarzbemalter Ästchen und einige Käfer. Die Schmuckobjekte hatten ein Gewicht von etwa 3 Kilogramm.

#### Laubenschmuck bei den südwestlichen Populationen
Die nordwestlichen Populationen schmückten ihre Lauben überwiegend mit schwarzen stielporlingsartigen Pilzen, mit dunkelbraunen oder schwarzen Deckflügeln von Käfern, blaue, orange und rote Früchte sowie roten Früchten. Jared Diamond bot den Männchen, die er auf der Wandammenhalbinsel untersuchte, verschiedenfarbige Pokerchips an. Auch wenn sich individuell leicht unterschiedliche Präferenzen zeigten, waren die bevorzugte Farbe Blau, Orange und Violett gefolgt von Rot, Gelb, Lavendel und Weiß. Die Männchen ordneten überwiegend diese Chips natürlichen Objekten von ähnlicher Farbe zu. Farben, die sich im Experiment als präferiert herausstellten, wurden mit hoher Wahrscheinlichkeit innerhalb der Laube ausgelegt. So platzierten die Männchen blaue Chips in 96 Prozent der Fälle in der Hütte, dagegen nur 58 Prozent der gelben Chips.

### Konkurrenzverhalten und Fortpflanzungserfolg
Jared Diamond kam auf Grund der von ihm gemachten Beobachtungen zu dem Schluss, dass noch nicht geschlechtsreife Männchen regelmäßig die Lauben adulter Hüttengärtner aufsuchen und von diesen dann verjagt werden. Neben dem Verjagen von Artgenossen verhalten sich Laubenbesitzer auch gegenüber anderen Vogelarten aggressiv. Belegt ist unter anderem ein Verjagen von Mohrenfächerschwanzen (Rhipidura atra), Streifenhonigfressern (Ptiloprora perstriata) und einer Korallen-Flaumfußtaube, die eine ähnliche Körpergröße wie der Hüttengärtner haben. Gegenüber größeren Vogelarten wie beispielsweise dem Breitschwanz-Paradieshopf (Epimachus fastosus) zeigten Hüttengärtner kein aggressives Verhalten.
Jared Diamond fing während seiner Expedition in Neuguinea gezielt die Inhaber von Hüttengärtner-Lauben. Bereits nach einer Zeitspanne von zwei Stunden waren von Artgenossen Ästchen aus dem Maibaum gezogen und Schraubenbaumblätter entfernt. Über die nächsten zwei Tage nahm die Beschädigung der Lauben zu. Diamond konnte mit identifizierbaren Schmuckobjekten auch nachweisen, dass Männchen Dekorationsmaterial anderer Lauben stahlen und damit ihre eigenen Lauben schmückten.
Bei 16 beobachteten Lauben im Arfakgebirge kam es nur bei acht der Männchen zu einer Verpaarung. Auf die drei erfolgreichsten Männchen kamen 60 Prozent aller Paarungen. Sie unterschieden sich von den nicht erfolgreichen Männchen durch die Größe ihrer Laube und hatten im Vergleich zu den anderen Männchen mehr blaue Dekorationsobjekte verbaut.

### Paarbildung und Balz
Kommt ein Weibchen in die Nähe der Laube, unterbricht das Männchen den Laubenbau und versucht, das Interesse mit seinem Gesang noch mehr zu wecken. Wenn das Weibchen den Vorhof betritt, um die Laube genauer zu untersuchen, zieht sich das Männchen in die Laube zurück oder präsentiert manchmal einige seiner Dekorationsstücke. Hat sich das Weibchen für das Männchen entschieden, paaren sie sich direkt bei der Laube. Während die Weibchen sich meistens nur mit einem Partner paaren, sind die Männchen polygam, d. h., sie versuchen mit möglichst vielen Weibchen zu kopulieren. Manche schaffen es, sich mit bis zu 20–33 verschiedenen Weibchen in einer einzigen Paarungssaison zu paaren. Doch die meisten scheitern gänzlich, da ihre Lauben den Ansprüchen der Weibchen nicht genügen. Diese wählen Männchen mit großen, prachtvollen Lauben aus, da sie diese als kräftig und gesund auszeichnen.
Die männlichen Vögel tragen nicht zur Bebrütung und Aufzucht der Jungtiere bei. Nach der Paarung widmen die Weibchen sich dem Nestbau, um dort die Eier auszubrüten und die Jungen aufzuziehen. Die Männchen bleiben bei ihrer Laube.

### Nest, Brut und Aufzucht der Jungvögel
Die Weibchen bauen nach der Paarung ihr eigenes schlichtes, muldenförmiges Nest mit einem Durchmesser von 15 cm, das sie in 1,8 bis 3 m Höhe in den Baumkronen errichten. Die Details der Brutpflege und die Brutzeit sind bislang nicht untersucht.

## Hüttengärtner und Menschen
Berichten zufolge wurde 1909 ein Paar Hüttengärtner nach Großbritannien importiert. Andere Berichte über Haltungen liegen nicht vor.
Die indigenen Völker in der Nähe des Arfakgebirges legen großen Wert darauf, die Lauben der Hüttengärtner nicht zu zerstören.

## Einzelbelege
1. 1 2  Handbook of the Birds of the World zum Hüttengärtnerl, aufgerufen am 13. April 2017
2. 1 2 3 4 5 6 7  Frith: The Bowerbirds - Ptilonorhynchidae. S. 292.
3. 1 2  Beehler & Pratt: Birds of New Guinea. S. 279.
4. 1 2 3 4  Frith: The Bowerbirds - Ptilonorhynchidae. S. 296.
5. ↑  Frith: The Bowerbirds - Ptilonorhynchidae. S. 291.
6. 1 2  Frith: The Bowerbirds - Ptilonorhynchidae. S. 290.
7. ↑  Rowland: Bowerbirds. S. 115
8. 1 2 3 4 5 6 7  Frith: The Bowerbirds - Ptilonorhynchidae. S. 293.
9. ↑  Hansell: Bird nests and construction behavior. S. 195.
10. 1 2 3 4 5 6 7  Frith: The Bowerbirds - Ptilonorhynchidae. S. 295.
11. 1 2 3 4  Hansell: Bird nests and construction behavior. S. 197.
12. 1 2  Frith: The Bowerbirds - Ptilonorhynchidae. S. 294.
13. ↑  Hansell: Bird nests and construction behavior. S. 198.
14. ↑  Hansell: Bird nests and construction behavior. S. 199.